# Daniela Albuquerque
Daniela Albuquerque Dallevo (Dourados, 22 de julho de 1982) é uma apresentadora e jornalista brasileira. Atualmente apresenta o programa Sensacional na RedeTV!. É casada com Amilcare Dallevo, um dos donos da emissora.

## Biografia
Nascida em Dourados, em Mato Grosso do Sul, Daniela Albuquerque cresceu em uma família humilde, e para ajudar no sustento da família, começou a trabalhar aos 13 anos como babá e vendedora ambulante de roupas. Em entrevistas, contou um pouco sobre seu início de vida, quando trabalhava como camelô: "Quando eu tinha 14 anos, eu e minha mãe montamos uma barraca de vendas, e eu ia para o Paraguai de ônibus para comprar diversos itens por um preço menor, como fraldas, roupas, cigarros, bebidas, doces e comidas, para revender no Brasil". Durante sua adolescência trabalhou de babá e depois em seguradoras e em escritórios de advocacia.
Mudou-se sozinha aos dezoito anos para Presidente Prudente, onde arrumou emprego como gerente de uma loja de sapatos, e foi aprovada no vestibular, ingressando na faculdade de jornalismo, graduando-se quatro anos depois. Nesta época, formou-se em teatro pela escola Célia Helena. Apresentou seis peças, entre elas “Nossa vida em família”, “A Corista”, “Um bonde chamado desejo”, “Vulgar”, “E se... E os Saltimbancos in concert” e “Cantando Tchecov”. 
Participou do especial de 20 anos da RedeTV! no ano de 2013 com a sitcom "Cortiço Treme Treme", interpretando o papel da golpista Marlete Jet Set. 

## Carreira
Daniela iniciou sua carreira artística como estagiária de jornalismo, na produção do extinto programa Bom Dia Mulher, da RedeTV!. Em 2007 a diretora artística da emissora, Mônica Pimentel, convidou-a para apresentar o Dr. Hollywood. Com o sucesso do reality show, Daniela passou a apresentar o programa Manhã Maior. Em 2013 começou à frente do programa Sob Medida que foi ao ar até agosto de 2015. Hoje está à frente do programa Sensacional.
Em 2009, Daniela assinou a linha de produtos Dr. Hollywood by Daniela Albuquerque, que é constituída por cremes corporais e faciais. No mesmo ano, ganhou o Prêmio Jovem Brasileiro  Em 2011 lançou sua linha de banho pela Ares Perfumes e Cosméticos. Atuou ainda em videoclipes do cantor Claudio Zoli e da banda Cristelo. Estudou dramaturgia e pretende atuar em mais filmes, mas deixou claro que seu foco maior é apresentar programas de televisão.

## Filantropia
Participa como madrinha das crianças do Instituto Cristóvão Colombo desde 2006.  Em 2015 fez participação no Teleton como apresentadora e também no ano de 2016.

## Vida pessoal
Daniela começou a namorar o presidente da RedeTV! Amilcare Dallevo Jr em 2004, casando-se com ele em 2006.
Em novembro de 2011, Daniela anunciou que estava a espera de sua primeira filha. A filha da apresentadora, Alice Albuquerque Dallevo, nasceu no dia 22 de abril de 2012, em São Paulo. Em 03 de março de 2015 nasceu sua segunda filha, Antonella Albuquerque Dallevo, também em São Paulo.

## Filmografia

### Televisão
| Ano                   | Programa      | Cargo         |
| --------------------- | ------------- | ------------- |
| 2007–09 2017–presente | Dr. Hollywood | Apresentadora |
| 2009–12               | Manhã Maior   | Apresentadora |
| 2013                  | Sob Medida    | Apresentadora |
| 2015–presente         | Sensacional   | Apresentadora |

### Cinema
| Ano  | Título                                  | Personagem | Notas          |
| ---- | --------------------------------------- | ---------- | -------------- |
| 2017 | É Preciso Amar                          | Sueli      | Curta-metragem |
| 2024 | Barão Hirsch - O Judeu de Quatro Irmãos | Sara       | Longa-metragem |

## Livros
| Ano  | Título                               |
| ---- | ------------------------------------ |
| 2019 | Dani e Elas                          |
| 2022 | 1982 - Um olhar sobre minha essência |

## Internet
| Ano           | Título                      | Cargo         | Plataforma |
| ------------- | --------------------------- | ------------- | ---------- |
| 2011-presente | Daniela Albuquerque Oficial | Apresentadora | YouTube    |

## Carnaval
| Ano  | Escola de samba          | Posição           | Cidade         | Ref.   |
| ---- | ------------------------ | ----------------- | -------------- | ------ |
| 2014 | Acadêmicos do Grande Rio | Destaque de ala   | Rio de Janeiro | [ 19 ] |
| 2016 | Acadêmicos do Grande Rio | Destaque de ala   | Rio de Janeiro | [ 20 ] |
| 2017 | Acadêmicos do Tucuruvi   | Rainha de bateria | São Paulo      | [ 21 ] |
| 2018 | Acadêmicos do Tucuruvi   | Rainha de bateria | São Paulo      | [ 28 ] |